# Thàn mát Sumatra
Thàn mát Sumatrana (danh pháp: Whitfordiodendron sumatranum) là một loài thực vật có hoa trong họ Đậu. Tên gọi địa phương là olor kalibeu.

## Lịch sử phân loại
Loài này được Elmer Drew Merrill miêu tả khoa học đầu tiên năm 1934. Năm 1994, Anne M. Schot chuyển nó sang chi Callerya với danh pháp Callerya sumatrana. Năm 2019, J. Compton & Schrire phục hồi chi Whitfordiodendron và chuyển nó trở về chi này.

## Mẫu định danh
Yates 1261, thu thập năm 1907 tại Boenoet (nay là Bunut, huyện Asahan, tỉnh Bắc Sumatra), vùng Bờ Đông (East Coast), Asahan, Sumatra. Holotype lưu giữ tại Università degli Studi di Milano (MI); isotype: tại Đại học Harvard (A) và Trung tâm Nghiên cứu Sinh học Indonesia ở Cibinong (BO).

## Phân bố
Loài này có trên đảo Sumatra, Indonesia. Môi trường sống là rừng ven sông vùng đất thấp, trên đất sét-cát, tới cao độ 50-100 m.

## Mô tả
Dây leo, dài 15-18 m. Lá kèm hình tam giác hẹp, 3-4 mm, phần lớn sớm rụng. Trục cuống lá dài 8,5-18,5 cm, đường kính 1-3 mm, nhẵn nhụi; gối 7-9 × 2-4 mm. Lá kèm con sớm rụng. Cuống lá nhỏ 7-10 mm, đường kính 1,5-2 mm. Lá chét 5, hình trứng tới elip hay trứng ngược, 6-12 × 3-6 cm; đáy thuôn tròn; đỉnh nhọn thon; nhẵn nhụi cả hai mặt. Gân lá nhẵn nhụi. Gân giữa hơi lõm ở mặt trên. Gân thứ cấp 4 hay 5 đôi, phẳng mặt trên, không tạo thành các vòng cung ở gần mép lá. Gân  giữa các gân thứ cấp thay đổi. Hệ gân khác biệt, nổi rõ mặt trên, hình mắt lưới-hình thang. Cụm hoa là chùy hoa ở nách lá, dài 10-18 cm, đường kính 1,5-2 mm, có lông lụa, mọc thẳng đứng. Cuống hoa dài 1-2 mm. Lá bắc ở trục cụm hoa hình tam giác hẹp, dài 2,5-3 mm, sớm rụng; lá bắc hoa hình trứng, dài 3,5-7 mm, nhẵn nhụi về phía đỉnh, sớm rụng. Lá bắc con ở đáy đài hoa, hình trứng ngược hẹp, 4-7 × ~ 1 mm, bền. Hoa dài 11-13 mm, màu hồng cá hồi ánh xám. Đài hoa hình chuông, hơi lệch, chén hoa 3-3,5 × ~4 mm, có lông mặt ngoài, mặt trong chỉ có trên các răng, các răng hơi không đều, nhọn, dài 0,8-1,5 mm. Phiens cánh cờ gần tròn tới hình elip, không tai, ~8 × 9 mm, mặt ngoài rậm lông lụa, có các thể chai ở đáy, không đường dẫn mật, vuốt dài 1,5-2 mm. Các cánh bên dài xấp xỉ bằng cánh lưng, các phiến rời, hình trứng ngược, tai phía dưới rất nhỏ, ~9,5 × 2,5-3 mm, rất thưa lông gần mép dưới, có nếp nhăn ở bên, tai trên nhăn nheo ở đáy, vuốt dài 2,2-3 mm. Cánh lưng hình trứng ngược, tai trên khác biệt, 8-9 × ~3,8 mm, có lông lụa mặt ngoài, chủ yếu dọc theo mép dưới, túi bên khác biệt, vuốt dài 3,2-3,5 mm. Ống nhị dài ~7,5 mm. Đĩa khác biệt. Bầu nhụy dài ~7 mm, có lông lụa. Vòi nhụy có lông rung. Noãn 2. Ra hoa tháng 7. Không rõ quả đậu và hạt.